# Zinngießerwerkstatt Wiedamann
Die Zinngießerwerkstatt Wiedamann war eine 1821 gegründete Zinngießerei in Regensburg, die im 20. Jahrhundert bis 1975 kunstgewerbliche Bekanntheit erfuhr. Die Werkstatt wurde 1975 verkauft, das Ladengeschäft im Zentrum Regensburgs wurde 2020 geschlossen und das Haus verkauft.

## Geschichte

### Betriebsgründung durch Adam W. (1791–1860)
Gegründet wurde das Familienunternehmen 1821 von Adam Friedrich Wiedamann (1791–1860).
Adam Wiedamann war eines von acht Kindern des aus Mittelfranken stammenden Bäckermeisters Conrad Wiedamann (1752–1807) und stammte aus dessen erster Ehe mit Regina Magdalena, geborene Böhm († 1792). Nachdem seine älteren Brüder Johann Georg und Johann Gottlieb die väterliche Bäckerei später übernehmen sollten, absolvierte Adam Wiedamann bis 1808 eine Lehre beim Regensburger Zinngießermeister Johann Christian Friederich Weschke (1787–1839). 1814/15 kämpfte Adam Wiedamann als Soldat in Frankreich. Christian Friederich Weschke war der Sohn des Zinngießers Gottlieb Weschke († 1818), der mit seiner Tante Jakobina Sophie, geborene Wiedamann (* 1783), verheiratet war. Die Familie Weschke hatte 1740 nach dem Tod des ersten in Regensburg nachweisbaren Zinngießermeisters Gottfried August Willkomm († 1740) die von diesem 1723 gegründete Zinngießerei in der Wahlenstraße 4 übernommen.
Im November 1821 erwarb Adam Wiedamann die Meisterwürde und gründete seine eigene Zinngießerei, die Zinngießerwerkstatt Wiedamann. Im gleichen Jahr heiratete er Susanne Klara Elisabetha Stadler. Mit ihr hatte er drei Töchter und zwei Söhne, Jakob Johann (1829–1896) und Eugen Friedrich Wiedamann (1835–1907), die beide ebenfalls Zinngießermeister wurden. Nach dem Tod Adam Wiedemanns führte Jakob Wiedamann den väterlichen Betrieb weiter. Er heiratete 1862 Anna Barbara Hartner und hatte mit ihr fünf Söhne und eine Tochter.

### Umzug in die Brückstraße 4 unter Eugen Friedrich W. (1835–1907)

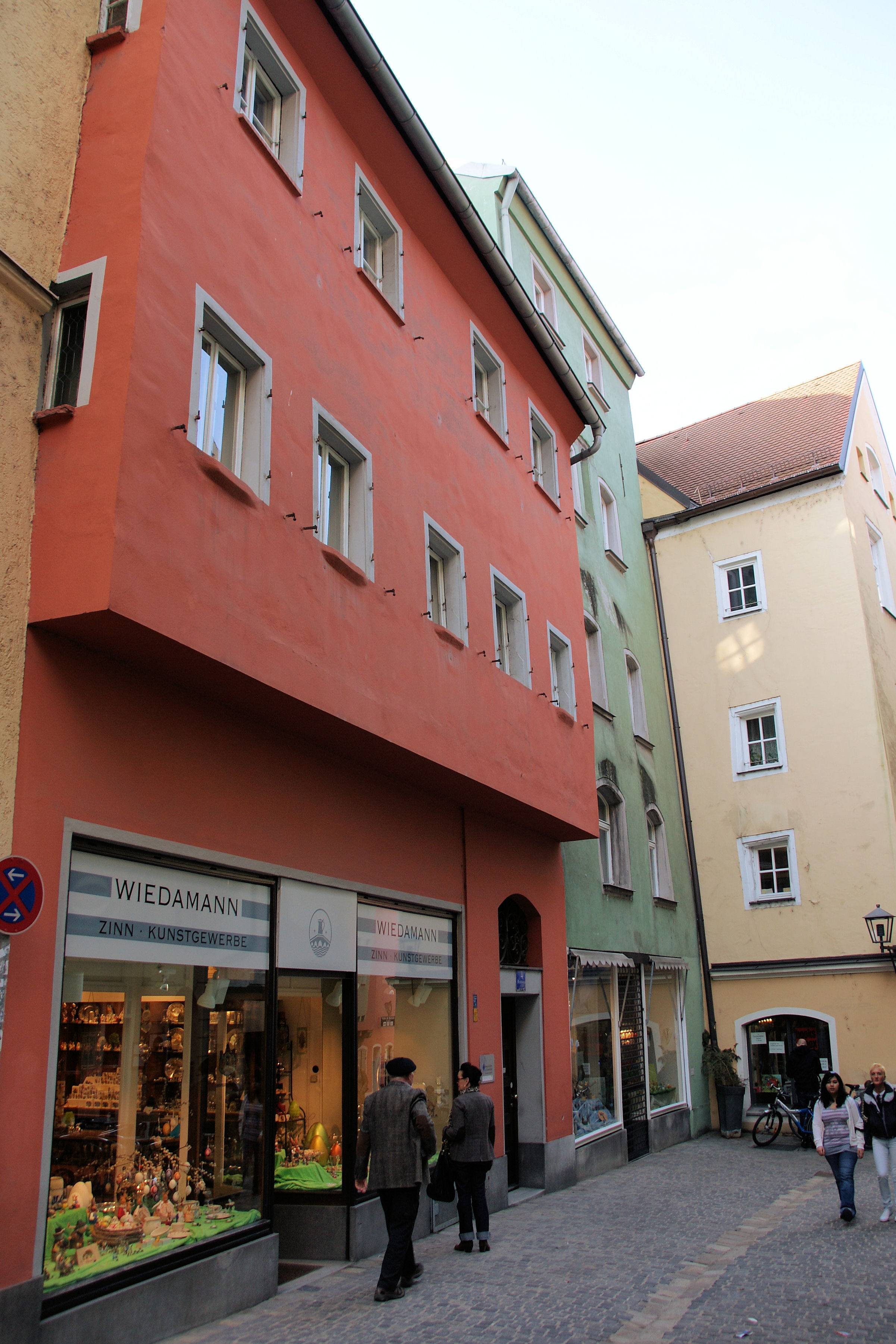
Das „Wiedamannhaus“ im ehemaligen Gasthof „Zum wilden Mann“, seit 1975 nur noch Ladengeschäft, steht heute unter Denkmalschutz

1874 übernahm Eugen Friedrich Wiedamann (Zinnmarke: E. F. Wiedmann) die Betriebsleitung von seinem Bruder. Eugen Wiedamann erwarb dann in der Brückstraße 4 den Gasthof „Zum wilden Mann“, verlegte 1880 dorthin das Ladengeschäft und richtete im Hinterhaus Posthorngässchen 1 die Werkstatt ein.
Neben den selbstgefertigten Zinnwaren erweiterte er das Angebot des Ladengeschäfts auch um Glas-, Steingut- und Spielwaren. 1872 heiratete er Franziska Fanny Wiedemann. Mit ihr bekam er vier Söhne und eine Tochter.
Um 1900 nahm der Architekt, Bildhauer und Kunstgewerbetreibende Christian Metzger (1874–1942) erstmals Kontakt mit dem Betrieb auf und ließ dort einige seiner Entwürfe fertigen. Zu dieser Zeit arbeitete Eugen Friedrich Wiedemann bereits mit seinem ältesten Sohn Eugen (1873–1954) zusammen.

### Entwicklung zum Kunstgewerbe unter Eugen W. (1873–1954)

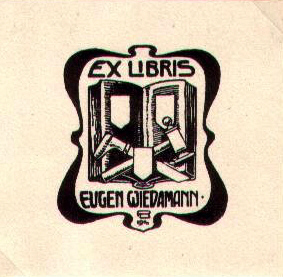
Exlibris für Eugen Wiedamann, gestaltet von Lorenz M. Rheude

Eugen, vollständig Friedrich Eugen Wiedemann, übernahm den Betrieb dann 1902. Durch den durch ihn vollzogenen Wandel in der Fertigung gewann auch die Wiedamann'sche Zinngießerei kunsthistorisch an Bedeutung. Er vollzog die Hinwendung vom reinen Gewerbe zum Kunstgewerbe in einer Zeit, in die die Reformbestrebungen des Deutschen Werkbundes fielen, die sich um eine künstlerische Aufwertung handwerklicher Berufe bemühten. 1903 legte er auch seine Meisterprüfung als Graveur ab. Christian Metzger, der als „Prinzen-Erzieher“ im Dienst des Hauses Thurn und Taxis stand, ließ bei Eugen Wiedamann zahlreiche Utensilien vorwiegend mit Tiermotiven fertigen. Zum üblichen Angebot von Zinnbechern, Zinnkannen, Zinntellern und Zinnplatten bot die Zinngießerei jetzt also auch Gegenstände des gehobenen Kunsthandwerks an und ließ typische Elemente des Jugendstils in ihre Produkte einfließen. 1911 besuchte Eugen Wiedamann dann auch in Nürnberg einen der Kunstgewerblichen Meisterkurse bei Friedrich Adler im Bayerischen Gewerbemuseum.
1912 erwarb das Bayerische Gewerbemuseum in Nürnberg von Wiedamann einen großen Menora-Chanukkaleuchter und einen kleinen in Bankform sowie eine Teedose als Exponate für die Mustersammlung. Danach folgten weitere profane und sakrale Gefäße, die Wiedamann an Friedrich Adler lieferte. Für die von Adler anlässlich der Kölner Werkbundausstellung entworfene Synagoge in der Haupthalle der Ausstellung lieferte Adler ein eigens dafür entworfenes Seder-Gerät mit 48,5 cm Durchmesser. 1929 ließ Wolfgang von Wersin einige seiner Objekte bei Wiedamann fertigen, die stilistisch dem Art déco, der Neuen Sachlichkeit bis hin zum Bauhausstil angelehnt waren. Viele weitere Produkte aus der Ära „Eugen Wiedamann (1873–1954)“ wurden später auch durch das Germanische Nationalmuseum erworben.
Aus der von Eugen Wiedamann 1898 geschlossenen Ehe mit Anna Sapper gingen eine Tochter sowie ein Sohn namens Richard Eugen Wiedamann (1905–1996) hervor, der den Betrieb 1936 von seinem Vater übernahm.
Nach dem Zweiten Weltkrieg fungierte Eugen Wiedamann dann als Gewerberat der Stadt Regensburg und erhielt für seine Verdienste 1953 die Silberne Bürgermedaille der Stadt Regensburg.

### Die Zinngießerei unter Führung von Richard Eugen W. (1905–1996) in der NS-Zeit
Richard Eugen Wiedamann, auch Richard Wiedamann sen., der den Betrieb 1936 übernommen hatte, konnte weitere von-Wersins-Entwürfe ausführen. Damit gelang es ihm auch noch in den 1930er Jahren profane und sakrale Zinngegenstände im Angebot zu positionieren.
Bei der VI Triennale di Milano (1936) und der VII Triennale di Milano (1940) konnten Ehrendiplome erzielt werden und bei der Weltfachausstellung Paris 1937 ein Grand Prix.
Arbeiten aus dem Haus Wiedamann wurden auch auf den zwei Ausstellungen des Deutschen Kunsthandwerks (1938/39) im Münchner Haus der Deutschen Kunst präsentiert und zum Kauf angeboten. Ebenso wurden sie im Hochglanz-Katalog Die Kunst im Dritten Reich (Herausgegeben vom Beauftragten des Führers für die gesamte geistige und weltanschauliche Erziehung der NSDAP, 1/1939) abgebildet. NS-Repräsentanten wie Reichskanzler Adolf Hitler und Herrmann Göring kauften wiederholt bei Wiedamann.
Während des Zweiten Weltkriegs brach die Herstellung von Zinnprodukten fast vollständig zusammen. Stattdessen produzierte Wiedamann als „kriegswichtiger Betrieb“ Normteile für die Flugzeuge des Messerschmittkonzerns, die in Regensburg hergestellt wurden. Hierfür wurden auch Zwangsarbeiter herangezogen; so waren beispielsweise Mitte 1943 vierzehn russische Kriegsgefangene bei Wiedamann in der Produktion beschäftigt.
Nach Kriegsende widmete sich der Betrieb aus Mangel an Rohstoffen vorwiegend der Keramik und öffnete sich auch anderen Bereichen des Kunsthandwerks. Bekannt ist, dass bereits in den 1940er Jahren auch Produkte an das Schmuckunternehmen Black, Starr, Frost-Gorham in die Vereinigten Staaten geliefert wurden, was bis in die 1960er Jahre fortgesetzt werden konnte.
Richard Eugen Wiedamann war unter anderem 2. Vorsitzender des Kunst- und Gewerbevereins Regensburg.

### Entwicklung ab 1975
Aus der 1931 geschlossenen Ehe mit Johanna Cetto gingen zwei Töchter und der Sohn Richard Eugen Ernst (1932–2011) hervor. Nach diversen Studien und der Gesellenprüfung im Handwerk kümmerte Richard Wiedamann sich um den Familienbetrieb, verkaufte die Zinngießerei im Posthorngässchen 1 aber 1975 an den im Unternehmen tätigen Betriebsleiter und Zinngießermeister Heinrich Rappl, dessen Zinngießerei Rappl seitdem in Lappersdorf-Kaulhausen beheimatet ist.
Das Ladengeschäft in der Brückstraße 4 behielt er zusammen mit seiner Frau Rosemarie Wiedamann. Richard und Rosemarie Wiedamann hatten zwei Töchter. Der Laden bestand bis 2020 und firmierte unter dem Namen Haus Wiedamann UG (haftungsbeschränkt) & Co. Betriebs KG. Der Zinn- und Kunstgewerbeladen war eines der am längsten bestehenden Geschäfte Regensburgs.

## Rezeption
Neben den Exponaten im Germanischen Nationalmuseum in Nürnberg befinden sich weitere Wiedamann-Exponate beispielsweise in der Neuen Sammlung und im Grassimuseum in Leipzig.
In der vom Bergbau- und Industriemuseum Ostbayern und dem Haus der Bayerischen Geschichte in Zusammenarbeit mit der Georgius Agricola-Stiftung in der Region Kaiserwald (Slavkovský les) im Schloss Theuern vom 3. Mai bis 11. November 2001 dargebotenen Ausstellung „Der seidige Glanz. Zinn in Ostbayern und Böhmen“ war neben Exponaten und Werkzeugen auch die komplette historische Werkstatt Wiedamann zu sehen.
Vom 26. November 2016 bis 6. Januar 2017 zeigte das Historische Museum Regensburg in Kooperation mit dem Kunst- und Gewerbeverein Regensburg im Kunst- und Gewerbehaus Regensburg die Ausstellung „Weg zur Form. Die Zinngießertradition der Familie Wiedamann“.
Im Jahr 2022 kam das Wiedamann-Haus, in das anlässlich einer Renovierung Künstlerateliers eingebaut werden sollen, in die Schlagzeilen wegen einer geheimnisvollen Kammer, in der während der NS-Zeit Juden versteckt worden sein sollen. Ein daraufhin vom städtischen Kulturreferat geplanter Gedenkort in der Kammer wurde nach journalistischen Recherchen aufgegeben, die Geschichte der Kammer im Wiedamann-Haus soll zunächst genauer untersucht werden.